# Ranomafana (Ifanadiana)
Ranomafana est une commune rurale malgache située dans la région de Vatovavy. Le Parc national de Ranomafana se trouve près de la commune.

## Géographie
La commune rurale de Ranomafana relevant du district d’Ifanadiana, se trouve dans la région de Vatovavy et dans la province de Fianarantsoa, précisément dans la partie sud-est de Madagascar.
Ranomafana se situe sur la route nationale 45 reliant Mananjary à Antananarivo. Le chef-lieu de la commune se trouve à 412 km de la capitale par la RN 7 et la RN 25, à 65 km de la ville de Fianarantsoa par la RIP 45 et à 24 km d’Ifanadiana. 
Avec une superficie totale de 245 km2, elle est délimitée :
- à l’est par la commune rurale de Kelilalina
- au nord par la commune rurale de Tsaratanana
- à l’ouest par la commune rurale d’Androy
- au sud par la commune rurale de Tolongoina

La population est estimée à 19 406 habitants, répartie dans 8 fokontany :  Ranomafana, Ambatolahy, Ambodiaviavy, Tsaramandroso, Ampasipotsy, Menarano, Vohimarina et Sahandrazana. Ce dernier est le plus éloigné du chef-lieu de la commune, à 42 km au sud-ouest .

## Économie
60 % de la population sont des agriculteurs : la plus importante production de culture sont les bananes et riz, mais aussi les ananas et manioc. Le marché le plus important se trouve sur la Place de l'Indépendance au centre de le ville devant le Bureau de poste.
Mais la plus importante activité de la commune est le tourisme : plusieurs hôtels et des guides sont disponibles dans le village de Ranomafana pour les visiteurs du Parc national de Ranomafana.

## Curiosités
Il y a une piscine thermale dans la commune de Ranomafana. Près de la piscine qui fut fondée en 1880 l'on peut visiter un parc public bien soigné. L'église catholique fut inaugurée en 1988. L'église protestante se trouve sur une colline qui offre un bon panorama de la ville. Sur la Place de l'Indépendance l'on peut visiter un monument des victimes de l'Insurrection malgache de 1947. La mairie se trouve dans la Grand Rue près de l'hôpital.

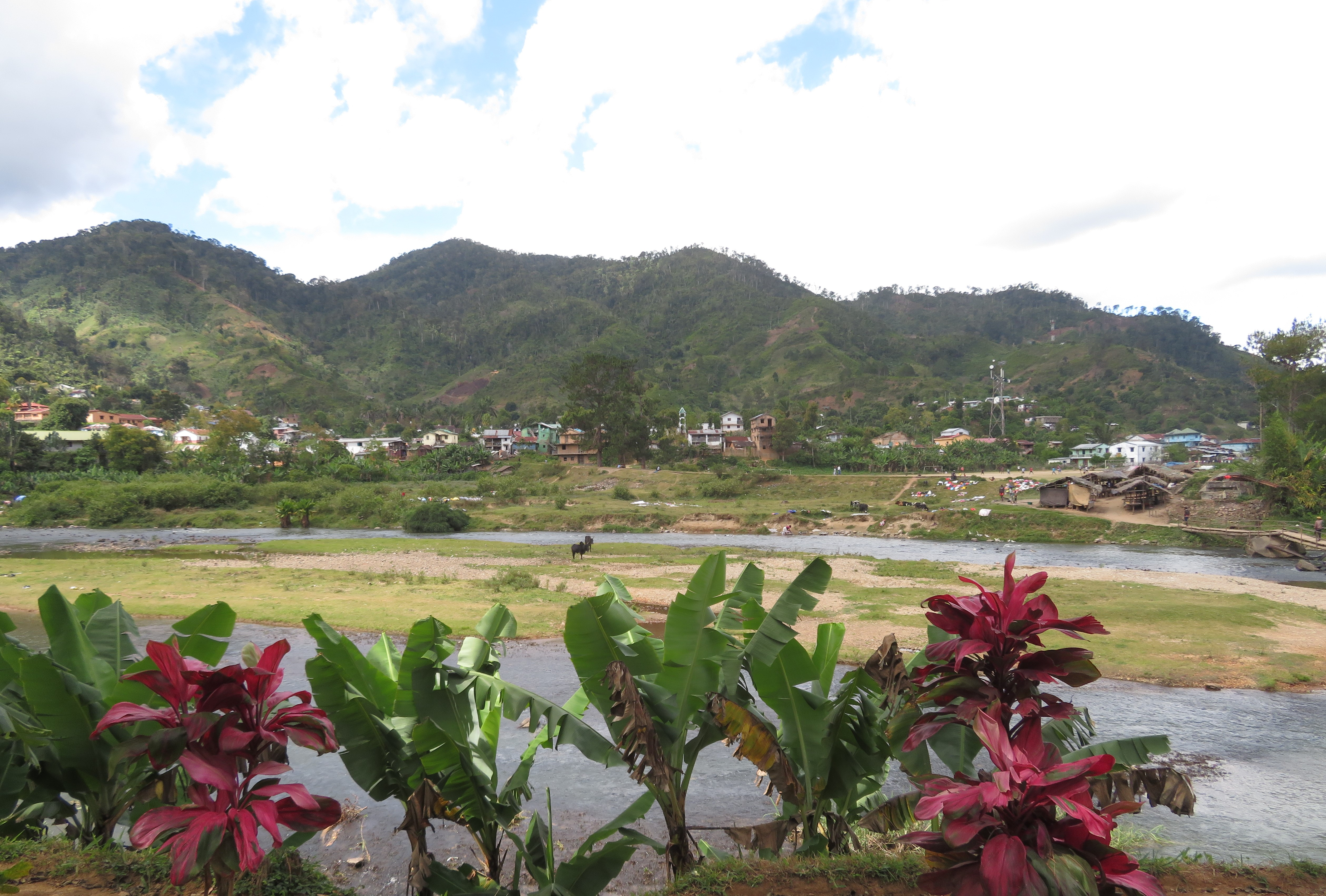
Vue générale de Ranomafana
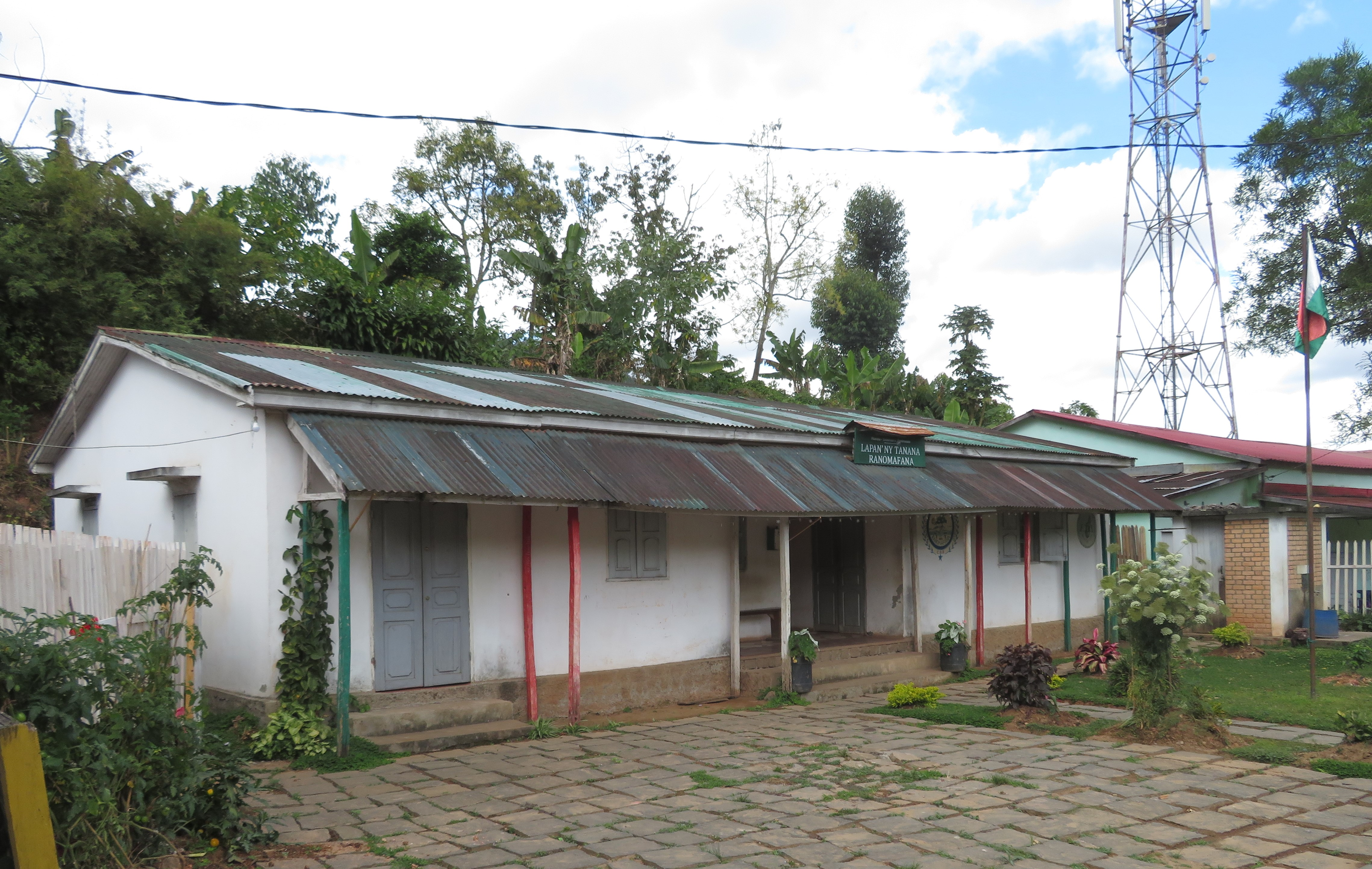
Mairie
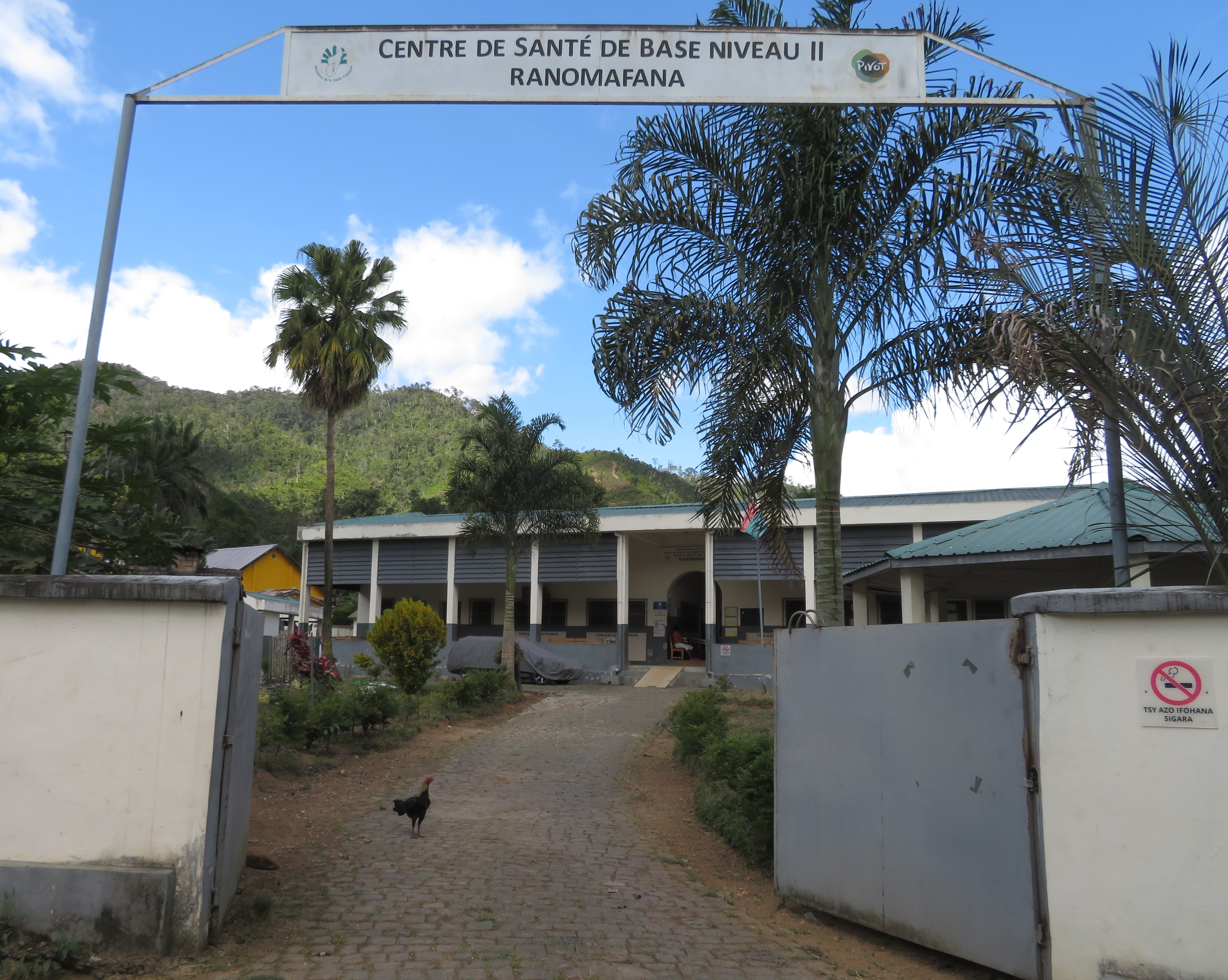
Hôpital
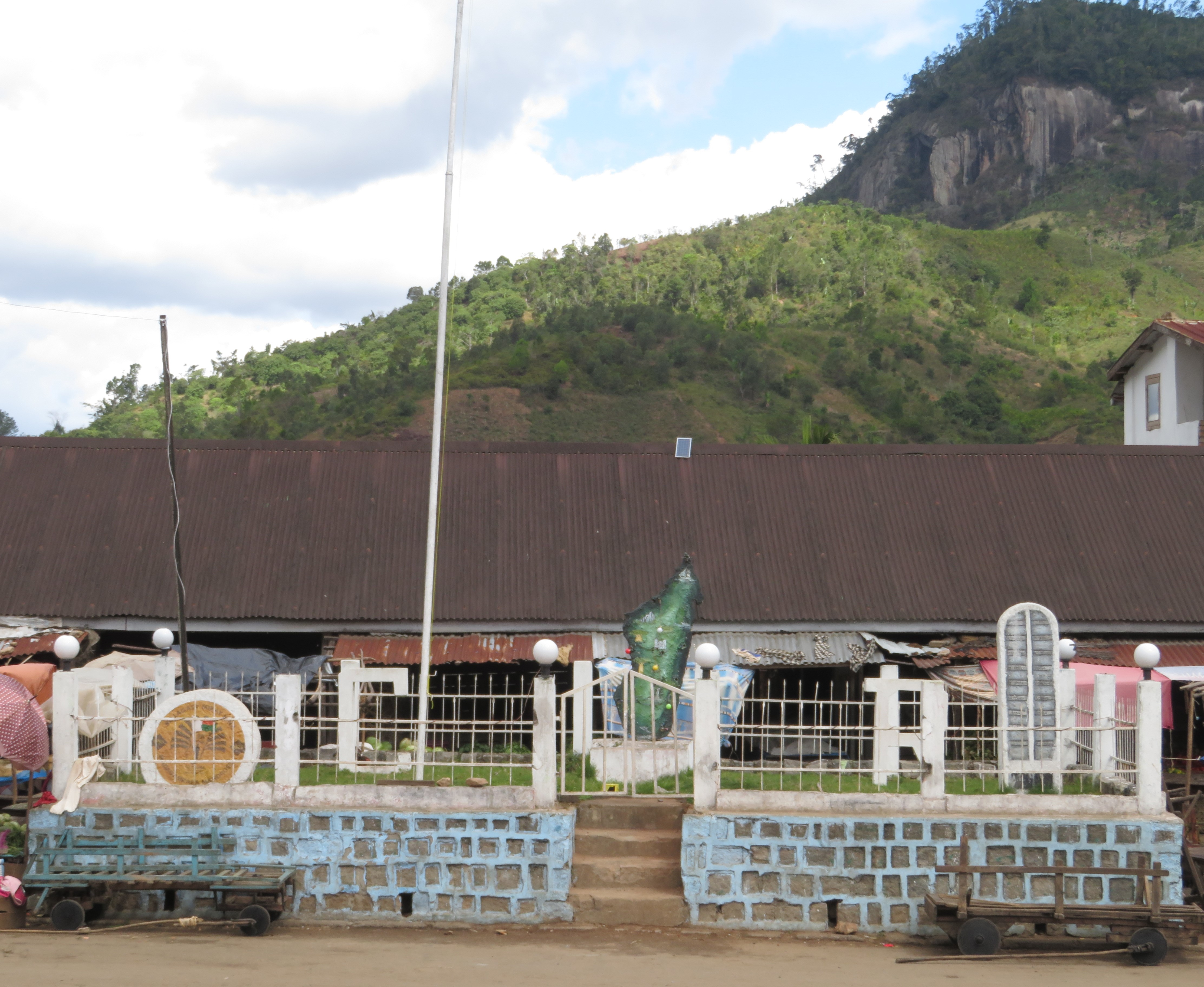
Monument
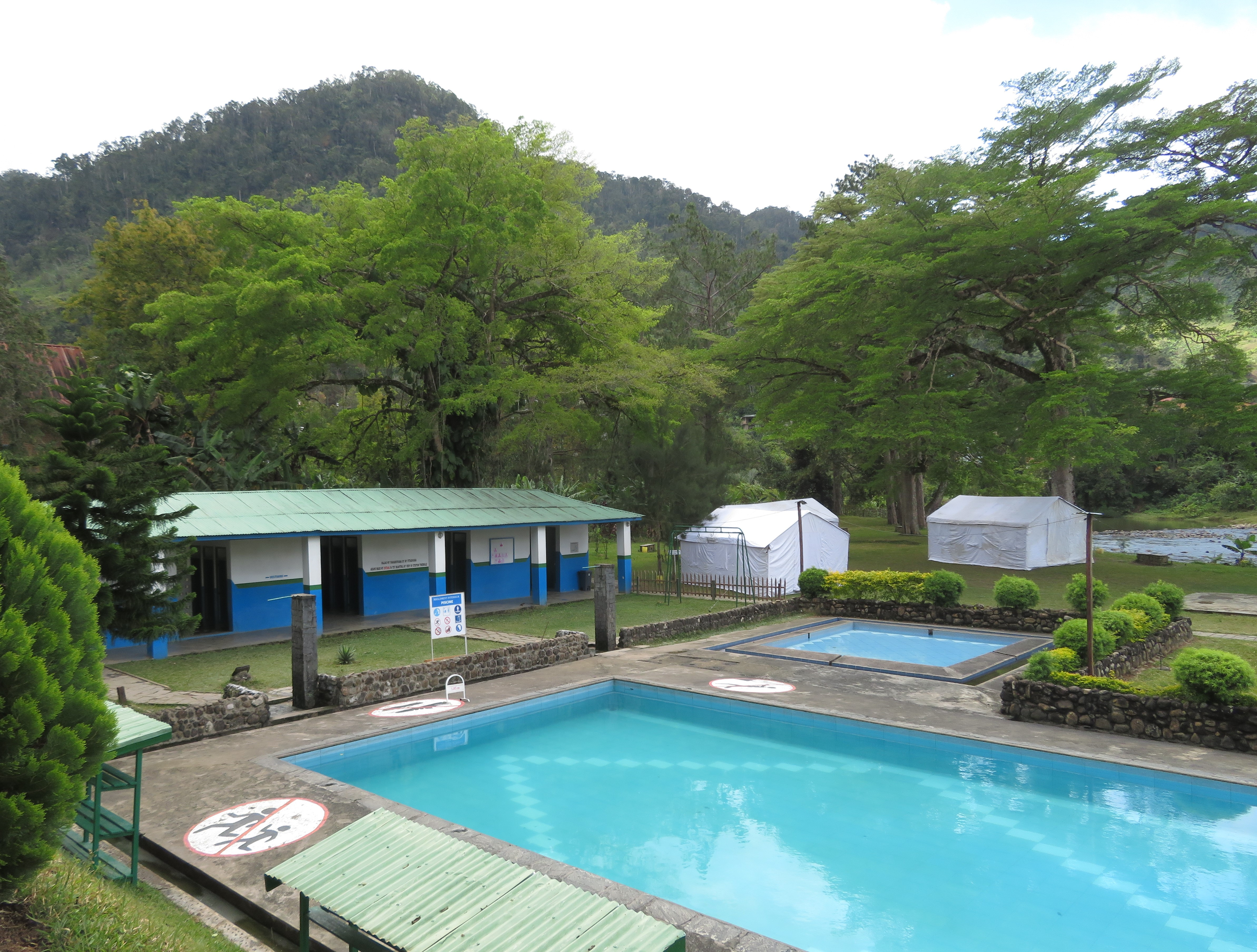
Piscine thermale
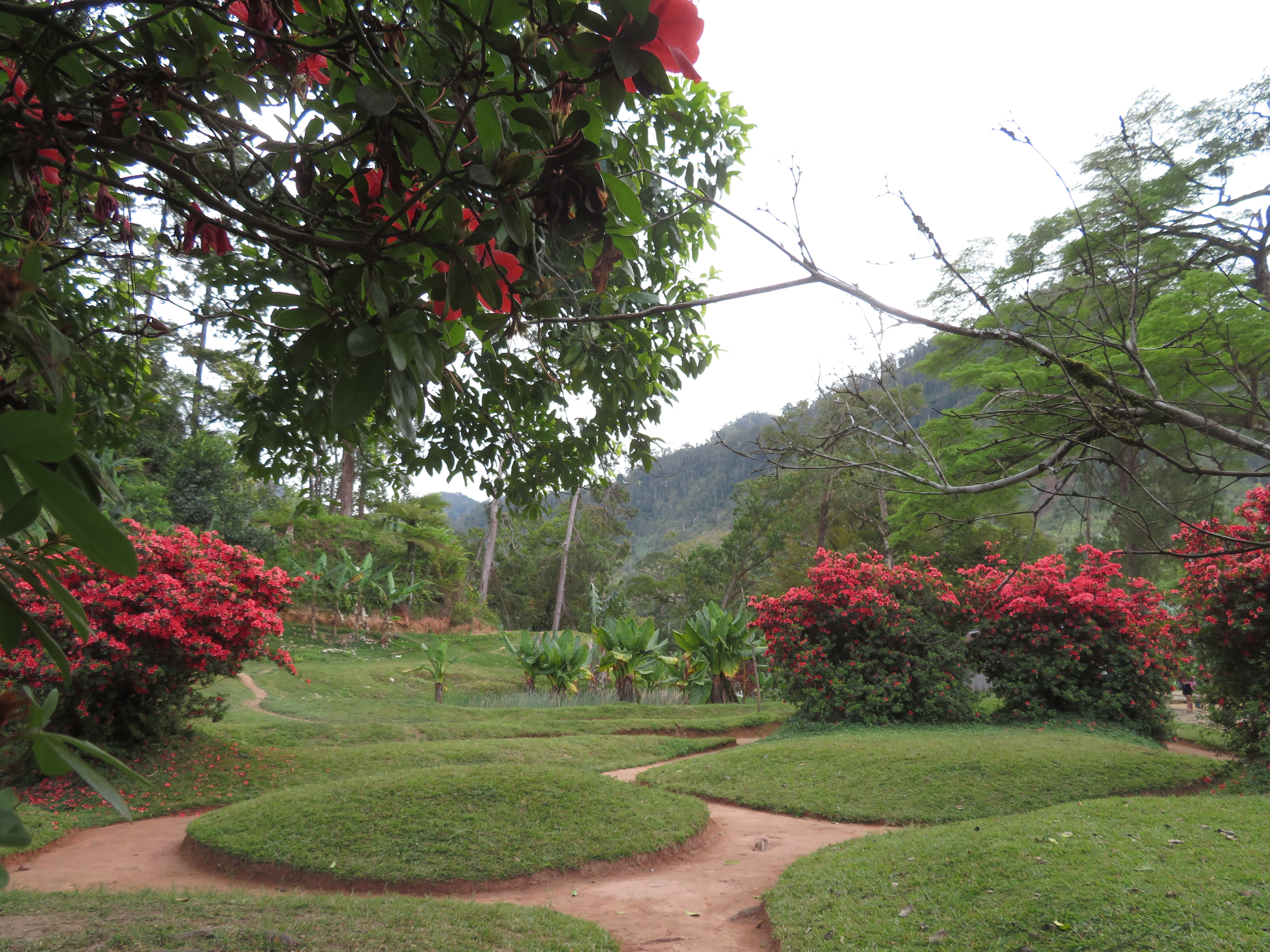
Parc public
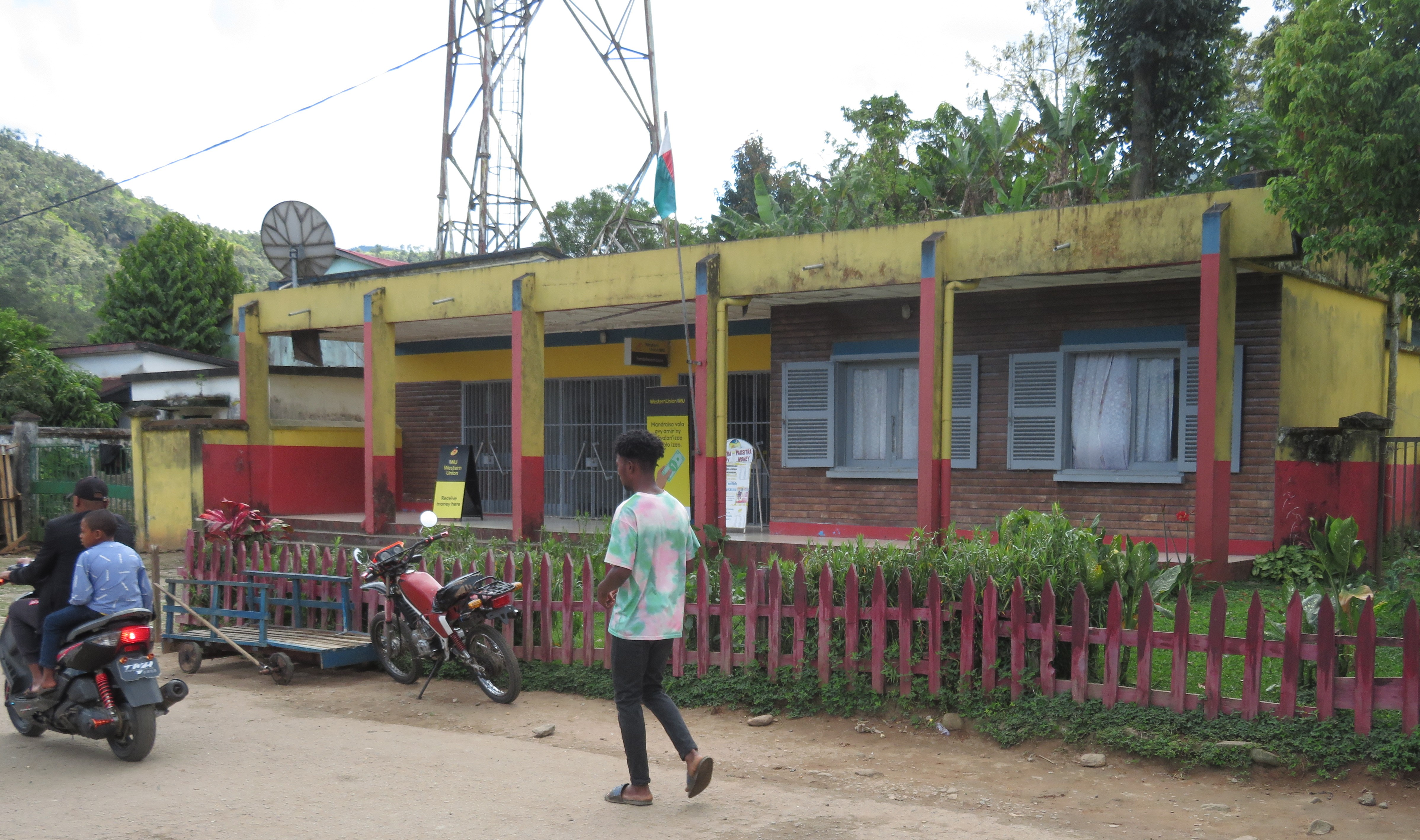
Bureau de Poste
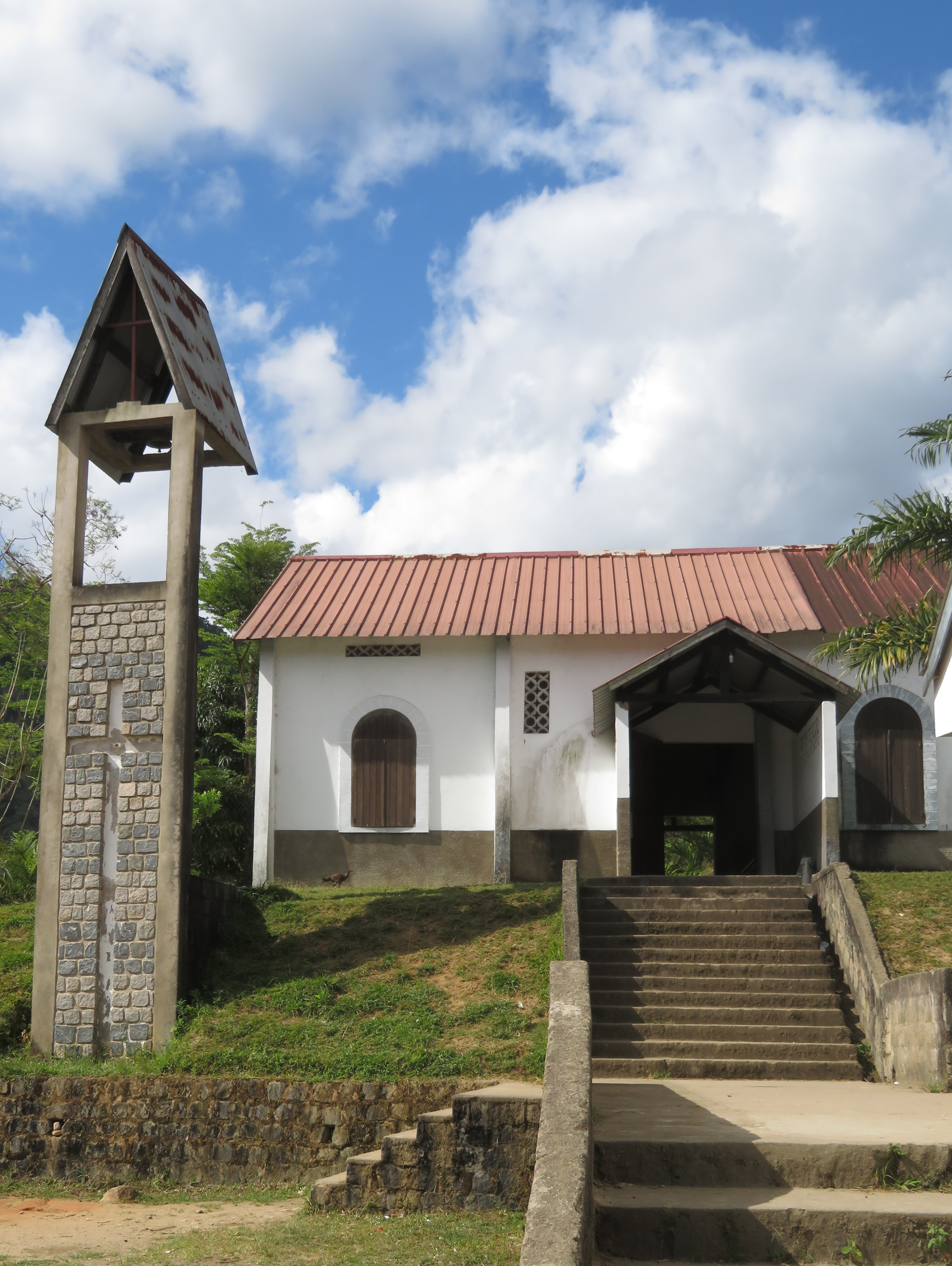
Église catholique
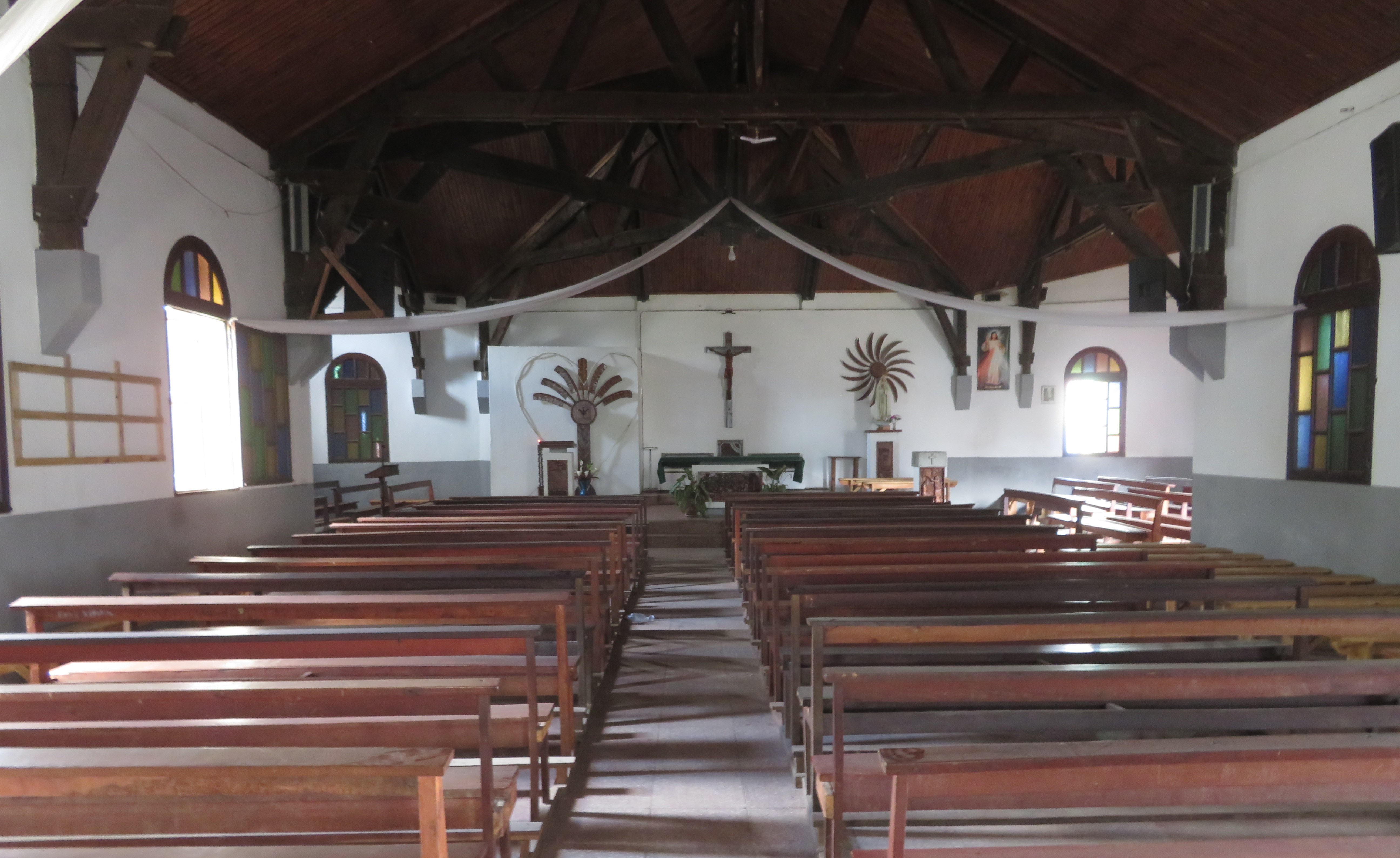
Église catholique
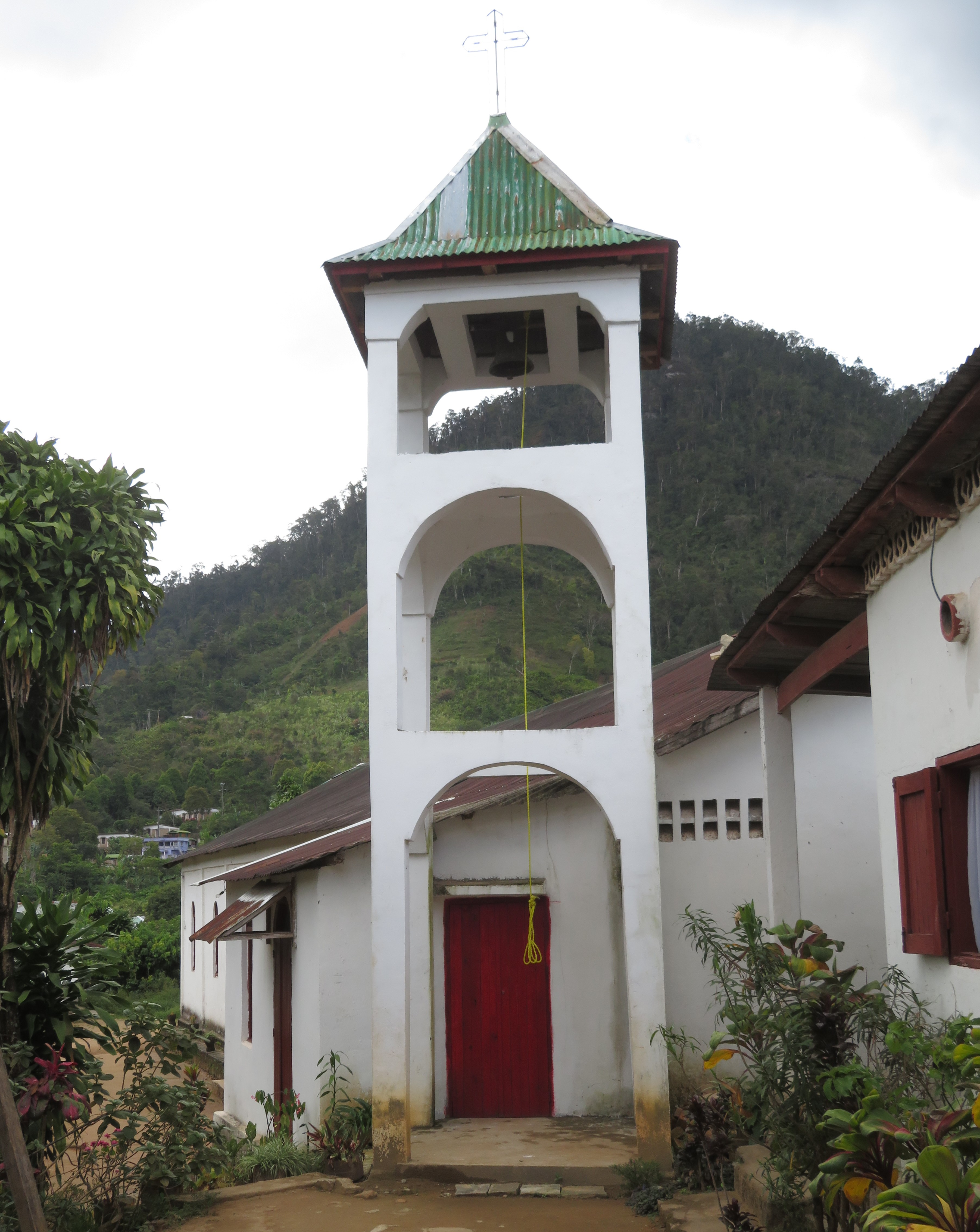
Église protestante
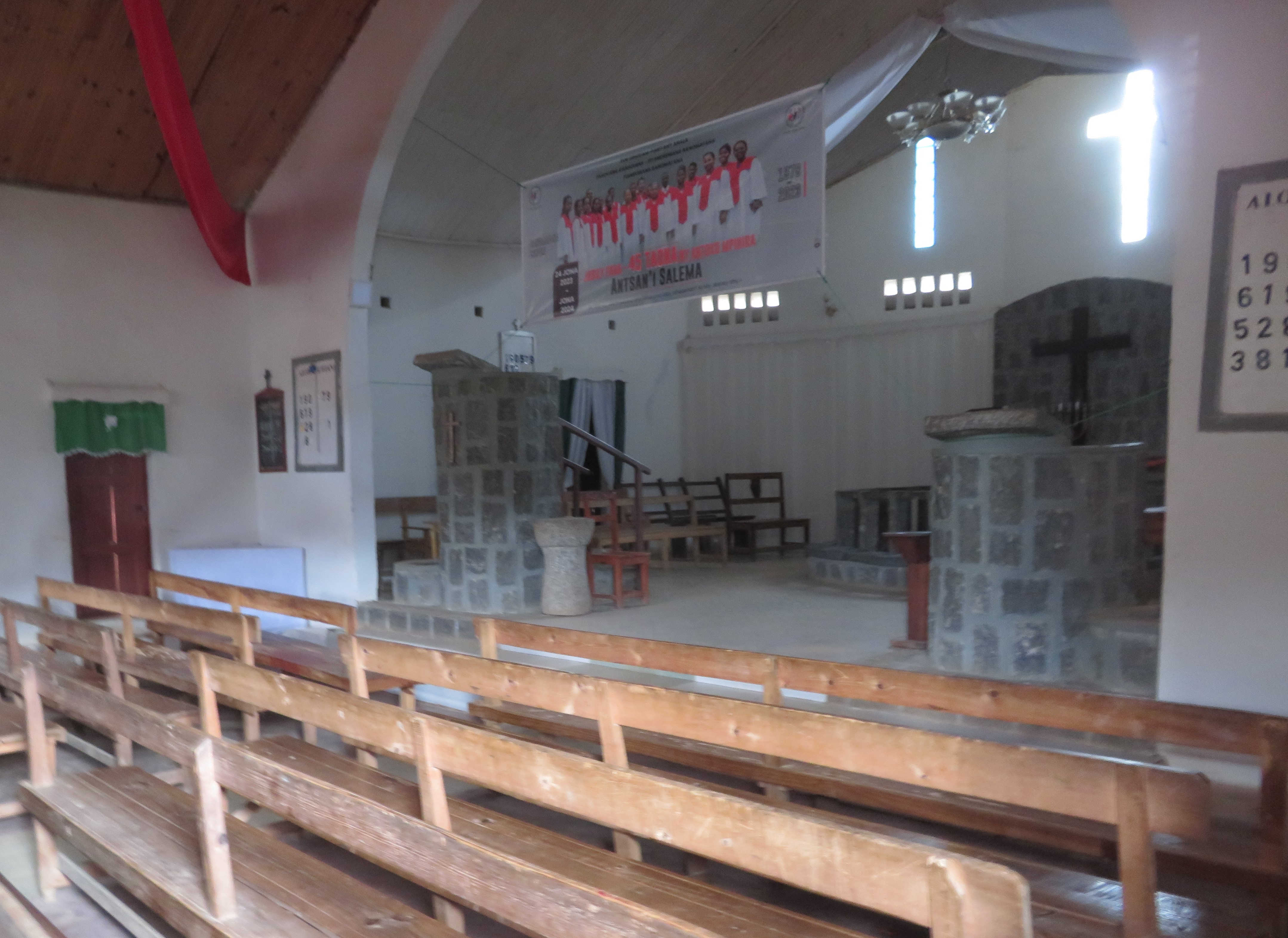
Église protestante